# Kiss & Cry (film)
Kiss & Cry è un film del 2017 diretto da Sean Cisterna. Il film è un dramma romantico basato sulla storia vera di Carley Allison, una giovane e promettente pattinatrice e ottima cantante affetta da una rara forma di cancro. Carley è interpretata da Sarah Fisher che per questa interpretazione ha vinto il Best Actress Feature del Flagler Film Festival. Le due nella vita reale erano migliori amiche.
Trasmesso inizialmente in Canada (10 febbraio 2017) è stato presentato il 25 settembre 2017 allo Schlingel Film Festival, Germania. In Italia è distribuito da Netflix.

## Trama
Un dramma romantico basato sulla storia di Carley Allison, una promettente pattinatrice e cantante di 18 anni che ha fatto storia medica nella sua lotta contro un raro tipo di sarcoma (sarcoma a cellule chiare della trachea) che colpisce una persona su 3,5 miliardi. Il suo è stato il secondo caso mai registrato nella storia della medicina moderna. È la storia della battaglia emotiva di Carley contro il cancro, la sua relazione commovente con il suo fidanzato John, interpretato da Luke Bilyk e il suo ritorno al pattinaggio.

## Riconoscimenti
- 2018 - Flagler Film Festival
  - Miglior Attrice a Sarah Fisher
- 2018 - Kidscreen Awards
  - Best One-Off, Special or TV Movie Tweens/Teens Programming a Sean Cisterna (regista), Mythic Productions (produzione), 9 Story Media Group (casa di distribuzione)